# Dystrykt Castelo Branco
Dystrykt Castelo Branco (port. Distrito de Castelo Branco, wym. [kɐʃ'tɛlu 'bɾɐ̃ku]) – jednostka administracyjna pierwszego rzędu w środkowej Portugalii. Ośrodkiem administracyjnym dystryktu jest miasto Castelo Branco, innym ważnym miastem jest Covilhã. Położony jest na terenie regionu Centralnego, od północy graniczy z dystryktem dystryktem Guarda, od wschodu graniczy z Hiszpanią, od południa z dystryktami Portalegre i Santarém, a od zachodu z dystryktami Leiria i Coimbra. Powierzchnia dystryktu wynosi 6675 km², zamieszkuje go 208 069 osób, gęstość zaludnienia wynosi 31 os./km².
W skład dystryktu Castelo Branco wchodzi 11 gmin:
- Belmonte
- Castelo Branco
- Covilhã
- Fundão
- Idanha-a-Nova
- Oleiros
- Penamacor
- Proença-a-Nova
- Sertã
- Vila de Rei
- Vila Velha de Ródão